# باتريسيا روسو
باتريسيا روسو (بالإنجليزية: Patricia Fiorello Russo) هي سيدة أعمال أمريكية، ولدت في 12 يونيو 1952 في ترنتون في الولايات المتحدة.

## وصلات خارجية
- باتريسيا روسو على موقع الموسوعة البريطانية (الإنجليزية)
- باتريسيا روسو على موقع مونزينجر (الألمانية)
- باتريسيا روسو على موقع إن إن دي بي (الإنجليزية)